# Umberto Piersanti
solo prima di nascere l'ho avuta»
(U. Piersanti - da Nel Tempo Che Precede)
Umberto Piersanti (Urbino, 26 febbraio 1941) è un poeta italiano.

## Biografia
Piersanti debutta nel mondo della letteratura con La breve stagione nel 1967 all'età di ventisei anni. Da allora nel corso della sua ultracinquantennale carriera ha pubblicato, oltre a diverse raccolte poetiche, testi di saggistica e anche opere di narrativa.
Ha vinto nel 1994 il Premio Nazionale Letterario Pisa nella sezione poesia, il premio Camaiore, il premio Penne, il premio Caput Gauri, il premio Insula Romana e inoltre il Mastronardi, il Piccoli, il Frascati e nel 2016 il Ponte di legno poesia, davanti a Silvio Raffo, Paolo Iacuzzi, Marco Beck, Silvio Mele e Paride Mercurio.. Dirige la rivista di letteratura contemporanea e creatività Pelagos.
Nel 2005 è stato candidato al Premio Nobel per la letteratura.
Nel 2012 esce il romanzo ambientato nel 1968, Cupo tempo gentile (Marcos y Marcos), la rivolta studentesca vista con gli occhi di un giovane professore urbinate.
Nel 2016 esce per Marcos y Marcos una nuova raccolta poetica, Nel folto dei sentieri, in cui è rievocata la natura cara al poeta. Il libro ha ottenuto diversi premi e riconoscimenti: vincitore Premio Frontino Montefeltro (2015), finalista alla XXX edizione del premio dessi (2015), vincitore 34º Premio Poesia Giuseppe Tirinnanzi (2016), vincitore Premio Onor d'Agobbio, terza edizione (2016), vincitore del Premio della Giuria Ponte di Legno Poesia (2016), vincitore del premio Bronzo dorato all'Arte Poetica - Animavì - Cinema d'animazione e arte poetica (2016), vincitore del Premio Ceppo, 61ª edizione (2017). Vincitore nel 2025 del XXVII premio nazionale di poesia Elisabetta Fiorilli a Montepescali. 
Nel 2018 pubblica di nuovo per Marcos y Marcos il libro di racconti Anime perse, diciotto storie vere, raccolte da Ferruccio Giovanetti nei suoi centri di recupero del Montefeltro, trascritte e interpretate da Umberto Piersanti.
Le ultime raccolte poetiche sono Campi d'ostinato amore (2020) e L'isola tra le selve (2025)

## Opere

### Raccolte poetiche
- La breve stagione (Quaderni di Ad Libitum, Urbino, 1967)
- Il tempo differente (Sciascia, Caltanissetta- Roma, 1974)
- L'urlo della mente (Vallecchi, Firenze, 1977)
- Nascere nel '40 (Shakespeare and Company, Milano, 1981)
- Passaggio di sequenza (Cappelli, Bologna, 1986)
- El tiempo diferente: antología poética (Los Libros de la Frontera, Barcelona 1989), traduzione di Carlo Fabretti
- I luoghi persi (Einaudi, Torino, 1994)
- Selected Poems 1967-1994 (Gradiva Publications - Stony Brook, New York 2002) traduzione di Emanuel di Pasquale
- Nel tempo che precede (Einaudi, Torino, 2002)
- L'albero delle nebbie (Einaudi, Torino, 2008)
- Tra alberi e vicende (Archinto, Milano, 2009)
- Los lugares perdidos / I luoghi persi (Contrapunto (sial), 2011)
- Les lieux perdus / I luoghi persi, traduzione Monique Baccelli (Harmattan, 2014)
- Nel folto dei sentieri (Marcos y Marcos, Milano, 2015)
- În alt timp, în alt loc (Eikon, 2017)
- Tierra y mito Poesia 1967-2012 (Uniediciones, Bogotà 2019)
- Campi d'ostinato amore (La nave di Teseo, Milano, 2020)
- Det förflutna är ett land långt borta: dikter i urval 1967-2019 (Ekström & Garay, 2023)
- L'isola tra le selve (Marcos y Marcos, Milano 2025)

### Romanzi
- L'uomo delle Cesane (Camunia, Milano, 1994)
- L'estate dell'altro millennio (Marsilio, Venezia, 2001)
- Olimpo (Avagliano, 2006)
- Coautore con Andrea Aromatico, Il poeta e il cacciatore (Editoriale Olimpia, 2008)
- Cupo tempo gentile (Marcos y Marcos, 2012)
- La giostra di Federico (Affinità Elettive, 2024)

### Saggi
- Se mai vedi quel paese (Affinità Elettive, 2024), con Andrea Lepretti

### Opere di critica
- L'ambigua presenza (Bulzoni, Roma, 1980)
- Sul limite d'ombra (Cappelli, Bologna, 1989)

### Racconti
- Anime perse (Marcos y Marcos, 2018)
- Nell'antico ducato. Dodici racconti (Affinità elettive, 2022)

### Altre opere
Umberto Piersanti ha realizzato un lungometraggio e tre film-poemi. Ha inoltre realizzato quattro "rappresentazioni visive" su altrettanti poeti per la televisione.

#### Lungometraggi
- L'età breve (1969)

#### Film-poemi
- Sulle Cesane (1982)
- Un'altra estate (1988)
- Ritorno d'autunno (1988)

#### Documentari - Ritratti d'autore
- Il verso e l'immagine. L'antico Appennino di Paolo Volponi (1981) [14]
- Il verso e l'immagine. Mario Luzi (1981)
- Il verso e l'immagine. Franco Scatagnini (1981)
- Il verso e l'immagine. Fabio Doplicher (1981)

## Premi letterari (selezione)
- Premio Camaiore (1982)
- Premio Nazionale Letterario Pisa (1994)
- Premio Caput Gauri (1996) [15]
- Premio Lucio Mastronardi (2001)[16]
- Premio Frascati Poesia (2003) [17]
- Premio Pascoli (2008)[18]
- Premio Frontino Montefeltro (2015) [19]
- Premio Onor d'Agobbio (2016) [20]
- Premio Poesia Giuseppe Tirinnanzi (2016) [21]
- Premio PontedilegnoPoesia (2016) [22]
- Premio Ceppo (2017) [23]
- Premio Letterario Internazionale Ludomia Bonanni (2021)
- Premio Umberto Saba (2021) [24][25]
- Premio  Nazionale Poesia Oreste Pelagatti (2023) [26]
- Premio L'Albero di Rose (2025) [27]
- Premio Alfonso Gatto
- Premio Penne
- Premio Ultima Frontiera
- Premio Insula Romana
- Premio Sibilla Aremano
- Premio San Pellegrino
- Premio Luzi